# It's Beautiful
〈It's Beautiful〉은 대한민국의 가수 윤하가 발표한 싱글이다. 한국어로는 네 번째로 발표한 싱글이며 배우 송혜교가 출연한 화장품 회사 라네즈의 2011년 봄 시즌 광고 CM송으로 쓰였다. 이 곡으로는 방송활동을 하지 않았다. 또한 이번 싱글의 앨범커버에는 윤하가 발매한 모든 종류의 음반들 중 처음으로 그녀의 얼굴이 들어가지 않았다.

## 차트 성적

### 가온 차트
- 디지털 종합 차트 : 31위 (3.20~3.26)
- 온라인-스트리밍 차트 : 13위 (3.27~4.2)
- 온라인-다운로드 차트 : 22위 (3.20~3.26)